# Auto concordância
Auto concordância é um desdobramento da teoria da avaliação cognitiva, o qual leva-se em conta a coerência do quão alinhados estão os objetivos e razões de cada indivíduo para com seus valores e seus interesses essenciais.
Se uma determinada pessoa almeja alcançar determinado objetivo devido a razões intrínsecas (valores, sonhos), há maior chance de alcançá-los. Mesmo que não obtenha sucesso, o indivíduo ainda se sentirá satisfeito, pois a busca para alcançar sua meta é divertida.
Ao passo de pessoas que procuram atingir determinado objetivo motivadas por razões extrínsecas (status,dinheiro), possuem menor probabilidade de alcançá-los, e quando o fazem não ficam tão felizes por não serem motivadas a agir porque desejam, pois as metas não são tão importantes para si próprias.

## Pesquisas e estudos sobre autoconcordância
O modelo de auto concordância está enraizado na autodeterminação . Uma extensa pesquisa na SDT demonstrou que os efeitos negativos que controlam contextos sociais importantes podem ter a motivação dos indivíduos, desempenho e ajuste dentro do domínio. Especificamente, tais contextos podem minar a motivação intrínseca dos indivíduos, deprimir seu bem-estar e impedir sua capacidade de internalizar a realização de o que tem que ser feito. Por exemplo, um professor autoritário pode tirar a diversão de estudar matemática e também não conseguir convencer as crianças a importância dos conceitos matemáticos.
Este modelo estende o SDT, concentrando-se em amplas declarações pessoais de objetivos da empresa, em vez de focar em motivação específica do domínio e os fatores situacionais que podem influenciar. Essa mudança permite que os pesquisadores consideram a motivação proativa e a difícil questão de como indivíduos selecionam (e talvez não selecionam) iniciativas globais da vida entre as opções de possibilidades potencialmente desconcertantes . O modelo de auto concordância também estende o STD a explorar detalhadamente os processos longitudinais pelos quais a motivação positiva promove resultados positivos posteriores. Sheldon e Elliot  usaram técnicas de modelagem de caminhos para mostrar que a busca de objetivos auto concordantes promove um esforço sustentado ao longo do tempo, o que leva ao maior progresso nas metas, a experiências diárias mais satisfatórias e, finalmente, levam a mudança no bem-estar global. Assim como se pode ver, o modelo pretende abordar todo o “ciclo conativo”  por quais indivíduos se esforçam ao longo do tempo, com mais ou menos sucesso, para satisfazer suas próprias necessidades.
Na perspectiva da fenomenologia, a auto concordância refere-se ao sentimento de propriedade que as pessoas têm (ou não tem) sobre os objetivos auto iniciados. Mesmo que todos os dados idiográficos sejam auto gerados em um sentido nominal, pesquisas anteriores sugerem que “nem todos os objetivos pessoais são pessoais” em uma experiência inicial  ou seja, algumas pessoas têm pouco sentimento de escolha na busca de seus objetivos, apesar do fato que elas mesmas os geram. Como foi indicado acima, quando é esse o caso, é improvável que as pessoas se saiam bem em seus objetivos  , ou para beneficiar tanto emocionalmente, mesmo que eles sejam bem sucedidos  . Em resumo, a incapacidade de uma pessoa de aceitar e internalizar completamente seus próprios objetivos declarados pode impedir significativamente as tentativas dessa pessoa de efetuar mudanças positivas em sua vida.
Define-se operacionalmente a auto concordância como a medida em que as pessoas perseguem seu conjunto de objetivos pessoais com sentimentos de interesse intrínseco  e identificam congruência  , ao invés de sentimentos de culpa introjetada e compulsão externa  . De acordo com SDT, esses quatro tipos de motivação (intrínseca, identificada, introjetada e externa) representam uma contínua interação interna que varia de muito a nenhum  . Assumimos que, no caso especial de objetivos pessoais, essa classificação indexa o grau em que os objetivos correspondem ou representam bem os valores duradouros e os interesses em desenvolvimento da pessoa, isto é, eles ajudam a indicar se a pessoa está "correta" nos objetivos conscientes que ele ou ela seleciona. Sheldon & Kasser   relataram pontuações mais altas de auto concordância, perceberam mais ligações entre seus objetivos e seus valores de longo prazo e aproveitaram melhor o processo de busca de objetivos.

### Metodologias
Deve-se observar que outras metodologias também podem ser usadas para avaliar quão bem os objetivos de uma pessoa se encaixam nessa pessoa. Por exemplo, pesquisadores examinaram correspondências entre os objetivos dos participantes e seus motivos sociais  , recursos pessoais  , traços de personalidades  como preditores de resultados positivos. Uma vantagem da metodologia que podem ser usadas no presente artigo é que ela fornece um link para pesquisas e teorias relevantes sobre a natureza da motivação ideal, funcionamento cognitivo e desenvolvimento psicossocial  . Nesse sentido, é considerada medida como indexador de medida em que uma pessoa tem acesso a importantes recursos orgânicos e capacidades integradoras durante o período de esforço.
Até agora, o modelo de auto concordância descrito acima foi aplicado a apenas um ciclo conotativo, isto é, os resultados de um ciclo de luta em particular nunca foram "devolvidos ao sistema" e examinados como possíveis causas de resultados posteriores em ciclos subsequentes.

### Ponto negativo
Consequentemente, uma questão importante e ainda não examinada para o modelo é se os ganhos relacionados às metas duram ao longo do tempo e se, de alguma forma, influenciam o desempenho posterior. Se os ganhos proporcionados pela auto concordância inicial, por sua vez, influenciam a auto concordância posterior e, portanto, ainda mais tarde, a qualidade da motivação inicial de um indivíduo se torna uma questão ainda mais impotente e um foco potencialmente importante para intervenções  . Se, em vez disso, os ganhos relacionados ao objetivo no ajuste são apenas flutuações aleatórias, após o que os indivíduos retornam rapidamente às suas próprias linhas de base  , então, a importância da consecução do objetivo é diminuída.

## Significado demotivação
Motivação não é simplesmente um desejo ou vontade, é também um interesse genuíno que pode movimentar as pessoas, fazendo com que elas ajam ou adotem um determinado padrão. Esta modifica a forma de agir das pessoas, que buscam uma direção com vontade e persistência.
Para alguns autores, como Bergamini, a motivação vem da força interna do indivíduo, ou seja, é intrínseca, individual, que conduz a pessoa à ação, e a função dos gestores é explorar esses sentimentos, desenvolvê-los e, dessa forma, beneficiar a empresa.
Diversas teorias da motivação foram traçadas ao decorrer dos anos, com focos em pontos diferentes.

## Auto concordância como desdobramento da teoria motivacional
Algumas das teorias mais famosas são: Teoria dos Impulsos e Necessidades, Teoria dos dois fatores de Herzberg, Teoria da Expectativa, Teoria da avaliação cognitiva.
Esta última diz respeito à motivação intrínseca e as motivações básicas de cada indivíduo. Auto concordância é um desdobramento desta teoria.